# Ivan Bessarion
Ivan Bessarion (tudi Janez Vesarion, Visarion), (Basil, grško Βασίλειος Βησσαρίων: Basileios Bessarion, latinsko Johannes ali Basilius), bizantinski humanist, teolog in filozof, * 2. januar 1403, Trebizond (Trapezunt), sedaj Trabzon ob Črnem morju, Turčija, † 18. november 1472, Ravena, Italija.

## Življenje in delo
Bessarion se je šolal v Konstantinoplu in leta 1423 odšel na Peloponez, kjer je bil učenec grško-bizantinskega humanista Georgija Gemista Pletona (1396-1484), ki je razlagal Platonovo filozofijo. Z vstopom v red Svetega Basila je spremenil svoje ime po staroegipčanskem puščavniku Bessarionu, katerega zgodbo je slišal.
Leta 1437/38 je po ukazu bizantinskega cesarja Ivana VIII. Paleologa postal nikejski arhiepiskop. Tega leta je papež Evgen IV. (Evgenij, Eugen) poslal Nikolaja Kuzanskega v Konstantinopel, da bi zaradi Turkov, ki so grozili mestu, pomagal spraviti obe krščanski cerkvi, saj sta bili od velikega vzhodnega razkola leta 1054 ločeni. Kuzanskemu to ni uspelo, dobil pa je mnogo več. V Konstantinoplu je našel neprecenljivo število starih grških rokopisov, na primer znamenito Diofantovo knjigo Aritmetika. Veliko jih je vzel s seboj v Italijo. Spoznal pa je tudi Bessariona in ga spreobrnil v katoliško vero.
Bessarion je bil izvrsten poznavalec grškega jezika. Leta 1447 so v Italijo prišli tudi prvi begunci iz ogroženega Konstantinopla in drugih dežel, ki so jih osvajali Turki. Pri papežu Nikolaju V., ki je nasledil Evgena IV., so v Italiji našli zavetišče. Njegova prva pomočnika sta bila prav Kuzanski in Bessarion.
Bessarion je odšel z bizantinskim cesarjem Ivanom VIII. na volitve in
združitveni koncil 9. aprila 1438 v Ferraro in 16. januarja 1439 v Firence, kjer se je odlikoval kot pobudnik zveze med vzhodno in zahodno katoliško cerkvijo. Evgen IV. ga je imenoval za kardinala. Grki so ogorčeno zamerili Bessarionu pri njegovi vlogi v spravi obeh cerkva. Od tedaj naprej je večino časa preživel v Italiji. Vodil je nadškofijo v Sipontu in škofiji v Sabini in Frascatiju.
Pet let med 1450 in 1455 je bil papeški odposlanec v Bologni in je služil v raznih poslaništvih tujih vladarjev. Med drugim je bil leta 1471 poslanik francoskemu kralju Ludviku XI. Nevšečnosti zaradi Ludvikovih žalitev naj bi pospešile njegovo smrt.
Bessarion  je v Rim prinesel svojo knjižnico, v kateri je hranil 746 starih rokopisov, med njimi 482 izvirnih grških. Imel je rokopise od Arhimeda, Apolonija, Evklida, Diofanta, Ptolemeja in drugih. Ko je bil Bessarion že kardinal in papeški nuncij v Rimu, je obiskal von Peurbacha (1423-1461) in ga povabil v Italijo, da bi mu pomagal s svojimi nasveti med prevajanjem izvirnega Almagesta iz grščine, saj je bil v Evropi znan le v slabem in nepopolnem latinskem prevodu, narejenem po arabski predelavi al-Hadžadža ibn Jusufa (786-833) iz leta 827, ki ga še hranijo v Leidenski univerzitetni knjižnici in po še zgodnejšem sirskem prevodu Tabita ibn Kore (826-901). Kmalu so Bessarion in drugi poznavalci grščine po teh zgodnjih prevodih iz arabščine spoznali, da so nepopolni in popačeni, ker prevajalci niso znali dovolj arabščine, tako da so jim morali pomagali Moriski, pokristjanjeni španski Arabci. 
Po von Peurbachovi nenadni smrti je vzel Bessarion leta 1461 s seboj v Italijo Regiomontana (1436-1476) in mu naložil, naj zbira antične rokopise in da napiše svojo trigonometrijo, kar je Regiomontan čez dve leti z uspehom dokončal.
Leta 1463 so ga imenovali za titularnega latinskega patriarha v Konstantinoplu. Le zaradi svojega grškega izvora ga niso imenovali za papeža. 
S svojim velikim znanjem grškega jezika je budil zanimanje za proučevanje grške filologije in filozofije v Italiji. Zapustil je veliko število filozofskih, govorniških in teoloških spisov, uperjenih proti antiunionistični stranki v Bizancu. Med ostalim je prevedel Aristotelovo Metafiziko in Ksenofonovo delo Spomini (Memorabilia). Njegovo najpomembnejše delo je razprava z naslovom In Calumni atorem Platonis naperjena proti Juriju Trebizondskem (1395-1484), radikalnemu aristoteliku. Čeprav je bil Bessarion platonist, ni tako občudoval Platonovo delo kot Gemist Pleton in si je raje prizadeval za uskladitev obeh filozofij. Njegovo delo v povezavi glavnega vprašanja religije s platonizmom je močno prispevalo k razširitvi spekulativnega mišljenja na področju teologije.
Senatu Benetk je leta 1468 zapustil svojo veliko zbirko grških rokopisov, ki je temelj današnji Narodni knjižnici sv. Marka (Biblioteca Nazionale Marciana). Ima okoli 580.000 zvezkov, 2854 inkunabul, prvih tiskanih knjig, in 12.334 zvezkov rokopisov.